# (22137) Annettelee
(22137) Annettelee (2000 VM15) – planetoida z pasa głównego asteroid okrążająca Słońce w ciągu 4,02 lat w średniej odległości 2,53 j.a. Odkryta 1 listopada 2000 roku.